# Carlo Nayaradou
Carlo Nayaradou (né le 5 juin 1957 à Fort-de-France et mort le 16 janvier 2021 à Schœlcher,) est un auteur de bande dessinée, dessinateur humoristique, responsable éditorial et compositeur français. Actif en Martinique depuis le milieu des années 1970, il cherche à développer une bande dessinée créole.

## Biographie
En 1996, il compose pour Valérie Bella et Jean-Marc Marie-Rose.